# Hockey Club Bobři Valašské Meziříčí
Le Hockey Club Bobři Valašské Meziříčí est un club de hockey sur glace de Valašské Meziříčí en Tchéquie. Il évolue en 2. liga, troisième échelon tchèque.

## Historique
Le club est créé en 1931.

## Palmarès
- Aucun titre.